# Orlu (Nigeria)
Orlu is een stad en een Local Government Area (LGA) in Nigeria in de staat Imo. De LGA had in 2006 142.792 inwoners en in 2016 naar schatting 196.600 inwoners. De stedelijk agglomeratie meegerekend is Orlu de op een na grootste stad van de staat.

## Religie
De stad is de zetel van een rooms-katholiek bisdom.